# Célestin Joseph Helman
Pour les articles homonymes, voir Helman.
Célestin Joseph Helman (1863-1929),, est un céramiste belge de la période Art nouveau né à Stavelot et actif principalement à Bruxelles.

## Biographie
Célestin Joseph Helman est un architecte et expert-géomètre originaire de la région de Verviers.
Il travaille au début en étroite collaboration avec la Manufacture de Céramiques Décoratives de Hasselt, dont il est actionnaire et membre du comité de direction,. Pour la conception du stand de cette firme à l'exposition internationale de Bruxelles en 1897 il gagne une médaille d'or.
En 1902 il fonde sa propre société qui portera les noms successifs de « Maison Helman Céramique d'Art », « Helman Céramique » et « S.A. Helman Ceramic », et commence à décorer des carreaux céramiques dans un atelier à Schaerbeek dans la banlieue nord de Bruxelles, avant de déménager en 1906 vers Berchem-Sainte-Agathe,, le long du chemin de fer à la chaussée de Gand.
Ses ateliers produisent de nombreuses céramiques de style Art nouveau : la maison Helman, l'atelier de Guillaume Janssens (Berchem-Sainte-Agathe) et la fabrique Vermeren-Coché (Ixelles) se partagent la grande majorité des créations en céramique de la capitale entre 1895 et 1914. Préindustriels, ces ateliers proposent à leurs clients des catalogues de modèles conçus par des artistes-peintres. Les carreaux Art nouveau produits par les ateliers Helman sont exportés jusqu'aux Etats-Unis.
Dans un autre style, la maison Helman produit également quelques grandes compositions réputées comme la « Scène de pêche en haute mer » qui orne la « Poissonnerie du Quartier Léopold » (rue du Trône à Ixelles) et la « Rôtisserie Vincent » (rue des Dominicains à Bruxelles),,, sans oublier les céramiques du Pavillon chinois de Léopold II. 
La Maison Helman, qui emploiera jusqu'à 160 ouvriers, décroche la médaille d'or aux expositions universelles de Saint-Louis (1904) et Liège (1905). Elle s'associe avec des dessinateurs de renom tels Jacques Madiol (1871-1950) et Joseph Roelants (1881-1962) pour créer des cartons : Jacques Madiol compose pour Helman la fée électricité et la mère force motrice.
La production de décors Art nouveau en céramique s'arrête avec la Première Guerre mondiale, mais l'usine Helman continue de produire des panneaux de céramique dans d'autres styles (Louis XV entre autres) et se réoriente en partie vers la production de grès flammé, de vases et de manteaux de cheminées.
Après le décès de Célestin Helman en 1929, la gestion de l'entreprise est reprise avec succès par sa veuve et ses deux fils et produit principalement des revêtements de façade de style moderniste. En 1955, l'usine est rachetée par le groupe allemand AGROB de Munich, avant de fermer en 1958 et d'être rasée en 1968,.

## Réalisations des ateliers Helman

### Céramiques de style Art nouveau

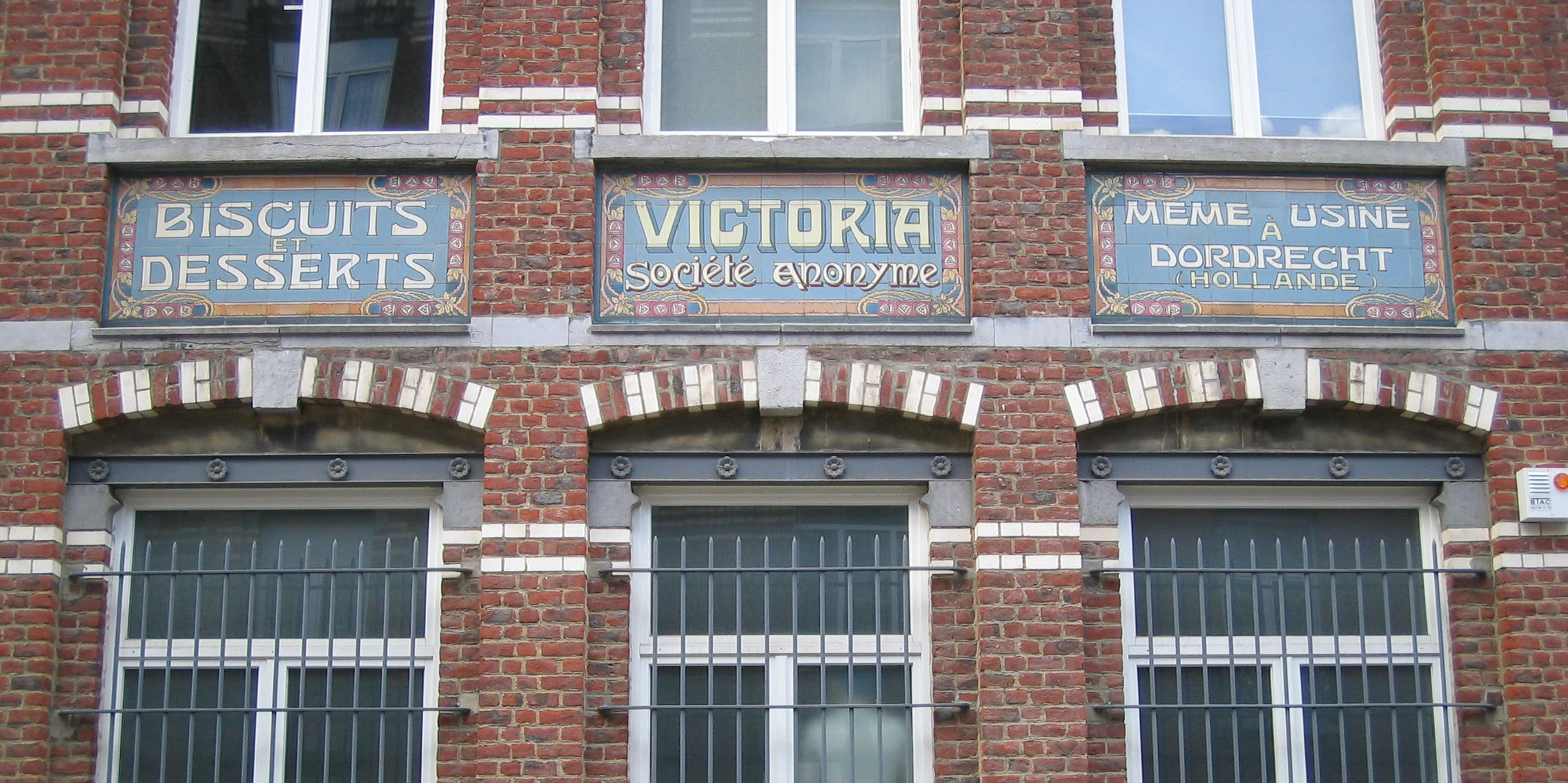
Céramiques de la biscuiterie Victoria.

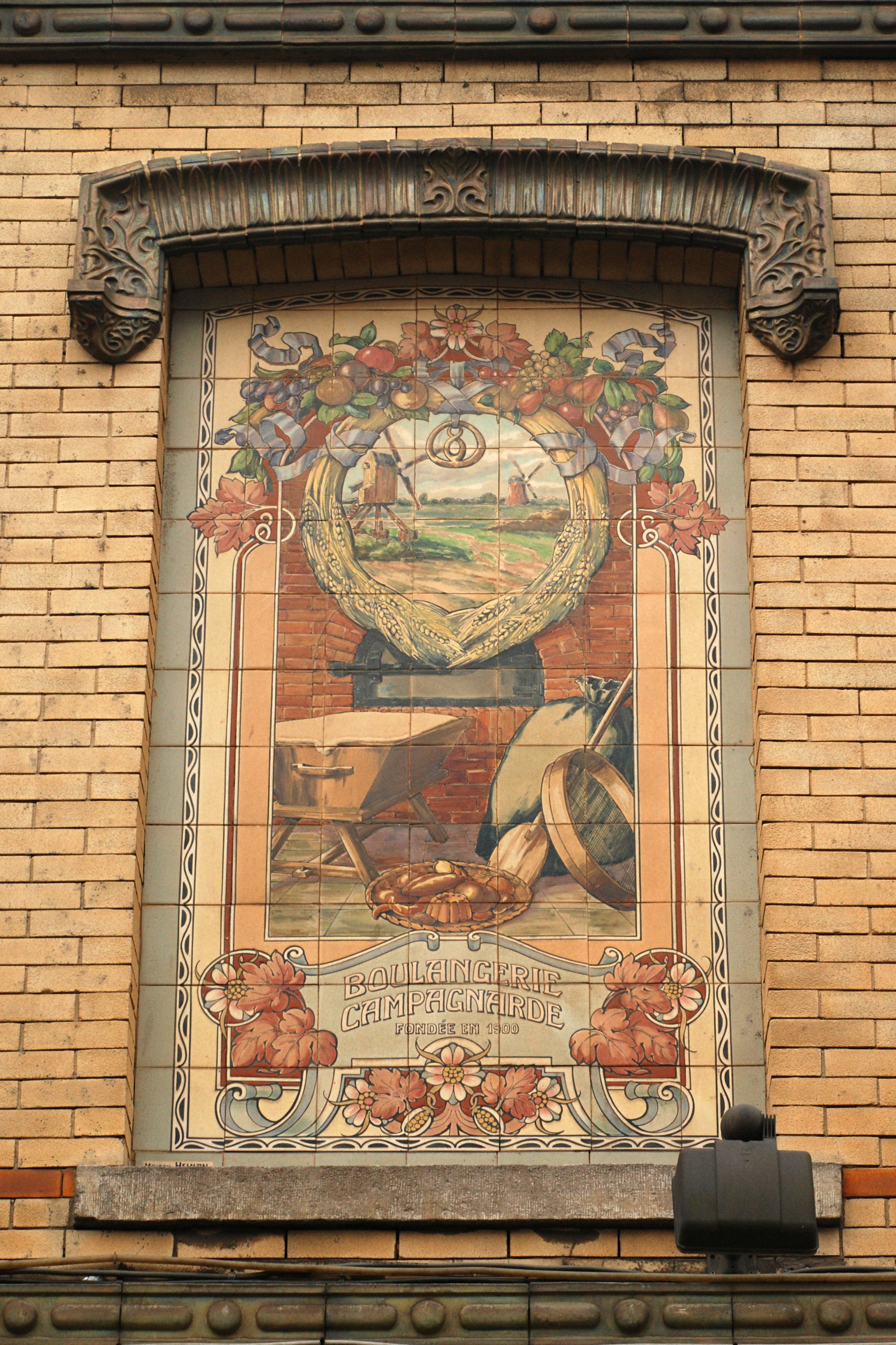
Chaussée de Gand 1224.

- vers 1900 (?) : rue De Neck 20 à Koekelberg

enseigne en céramique de la biscuiterie Victoria
- 1903 : céramiques du Pavillon chinois de Léopold II[8],[11]
- 1903 : céramiques de la triperie Saint-Gilloise[11]
- 1905 : avenue du Mont-Kemmel 6 à Forest[12]

allèges des fenêtres et de l'oriel ornées de motifs floraux
- 1906 : avenue Henri Dietrich 27 à Etterbeek[13]

deux panneaux cintrés en céramique de style Art nouveau représentant chacun une femme devant un paysage,
- 1913 : avenue Albert 131 à Forest[12]

panneau de céramique surmontant la fenêtre en triplet qui couronne la façade d'une maison édifiée par l'architecte J. Renard
- rue van Ostade 27 à Bruxelles[14]

allèges garnies de carreaux de céramique représentant une femme ou des fleurs
- chaussée de Gand 1224 à Berchem-Sainte-Agathe[2]

panneau-enseigne en céramique d'une « boulangerie campagnarde fondée en 1900 »
- avenue Albert 70 à Forest[12]

allège figurant une femme entourée de fleurs de tournesol
- boulangerie De Kroon (Alph. Heylen-Rubbens) à Borgerhout[15]

|  |  |

### Autres œuvres graphiques
- 1906[9] : « Scène de pêche en haute mer », Rôtisserie Vincent, rue des Dominicains 8-10 à Bruxelles[2],[5]
- 1916 : panorama de l'usine Victoria réalisée par Célestin Helman à l'occasion du vingtième anniversaire de la firme, dans les locaux directoriaux de la biscuiterie-chocolaterie Victoria[4]
- 1926 : « Scène de pêche en haute mer », Poissonnerie du Quartier Léopold, rue du Trône 65 à Ixelles[2],[5],[16]

### Revêtements de façade de style moderniste

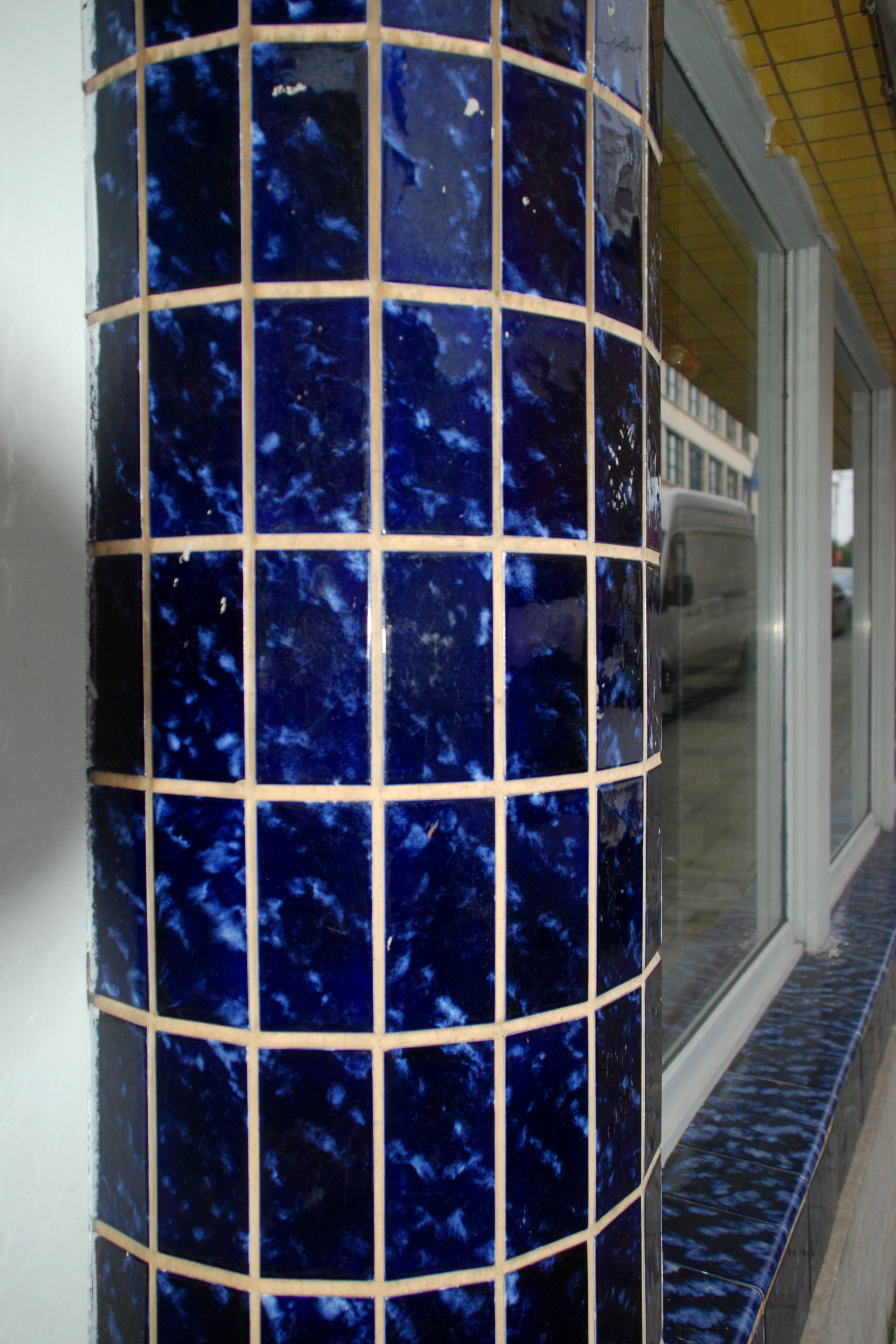
Chaussée de Gand 1284.

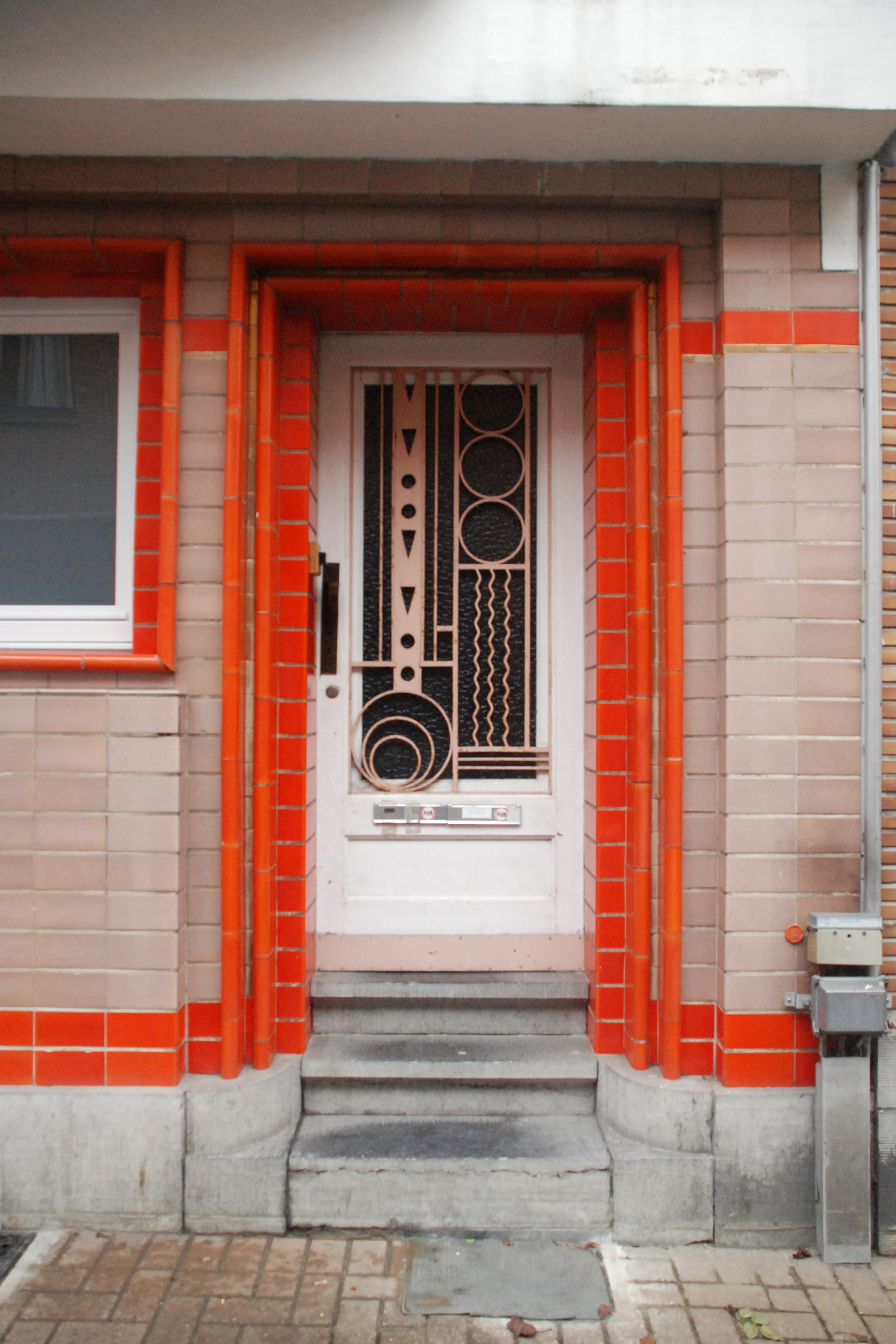
Rue de l'Église 50.

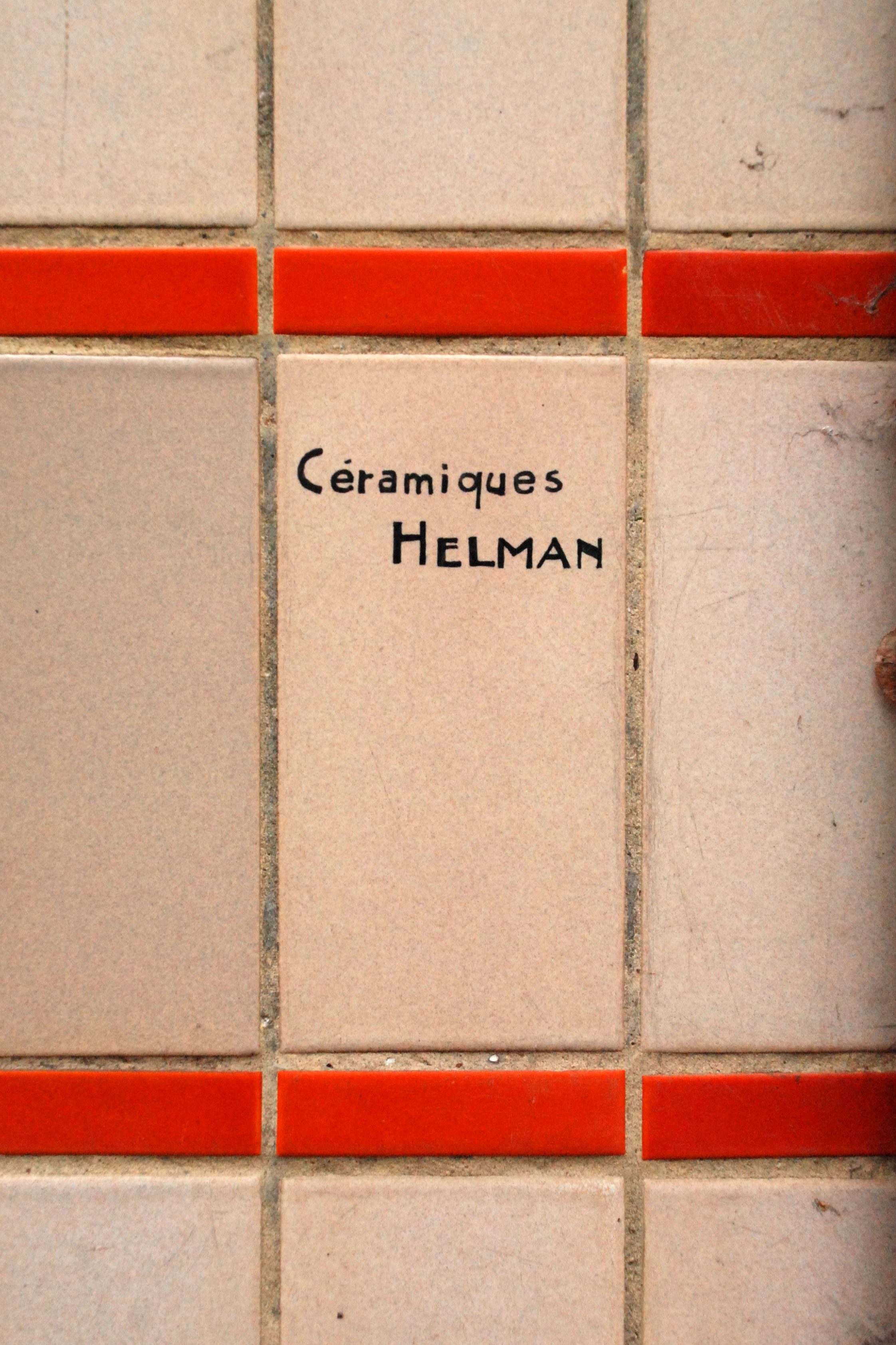
Rue de l'Église 58.

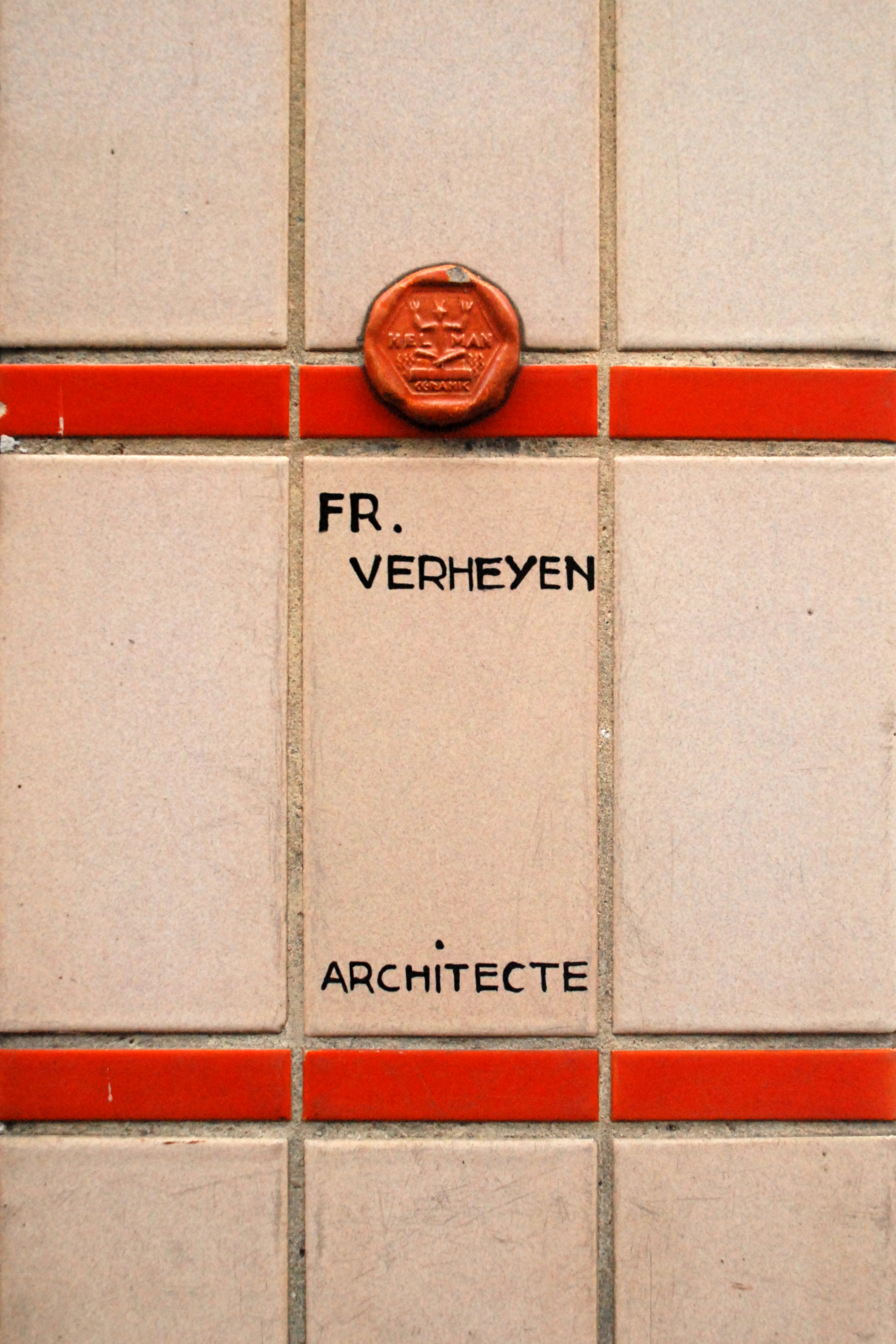
Rue de l'Église 58.

- 1935 : chaussée de Gand 1284 à Berchem-Sainte-Agathe

immeuble de style paquebot de l'architecte  C. De Backere dont le rez-de-chaussée commercial est rehaussé de carreaux flammés d’un bleu profond

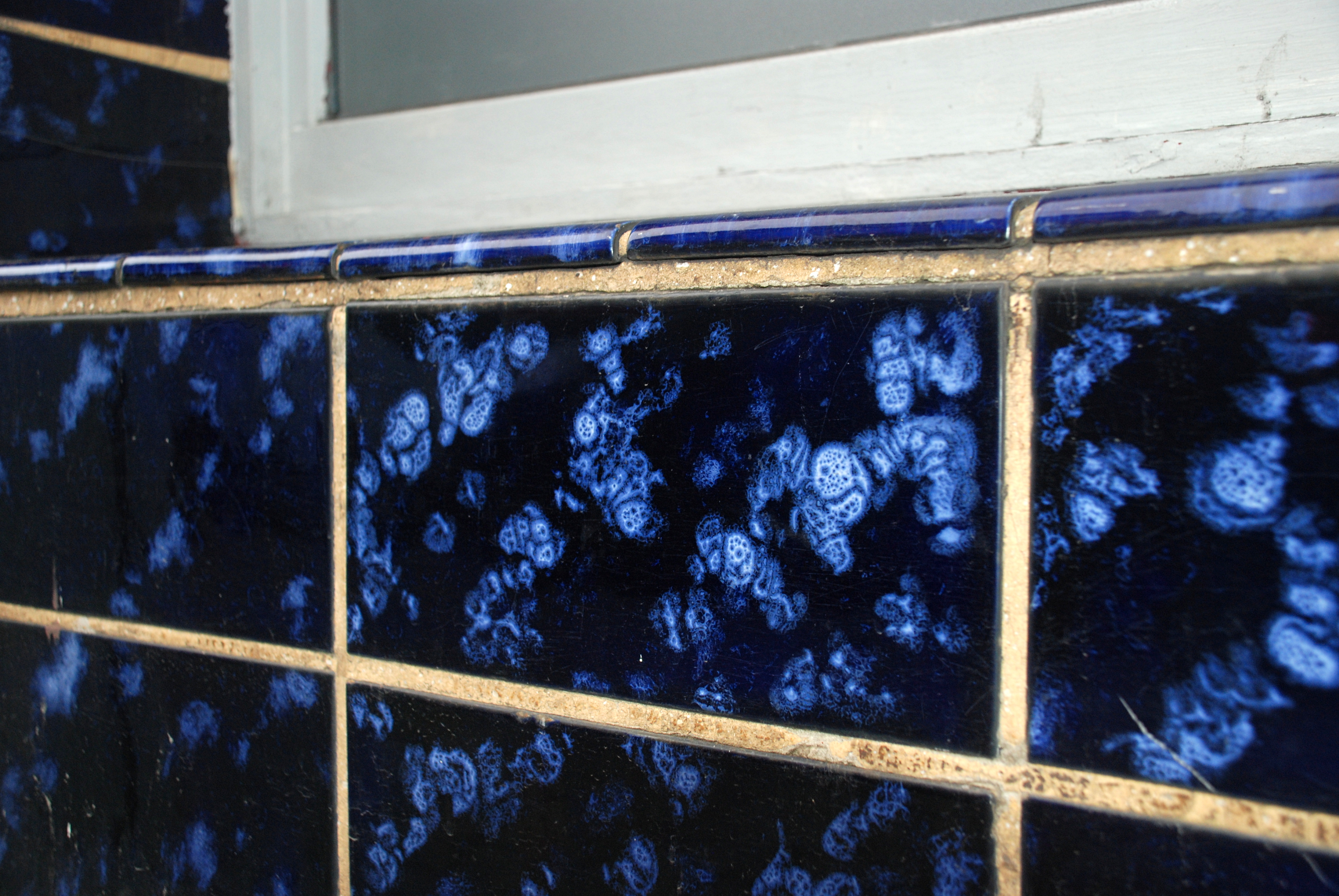
Carreaux bleus, chaussée de Gand 1284.

- 1936-1937 : rue de l'église à Berchem-Sainte-Agathe, maisons modernistes de l'architecte Frans Verheyen dont plusieurs arborent au rez-de-chaussée des carreaux de céramique fournis par Helman ainsi que le sigle en forme de sceau de cire orange de la firme Helman, qui prend la forme d'un diablotin, inspiré du néerlandais Hel man[2],[17](homme de l'enfer) :
  - rue de l'Église 50 : rez-de-chaussée revêtu de carreaux de céramique beiges et orange, avec encadrement de porte et de fenêtre orange, et sigle Helman à droite de la porte
  - rue de l'Église 58 : rez-de-chaussée revêtu de carreaux de céramique beiges et orange, et sigle Helman à gauche de la porte

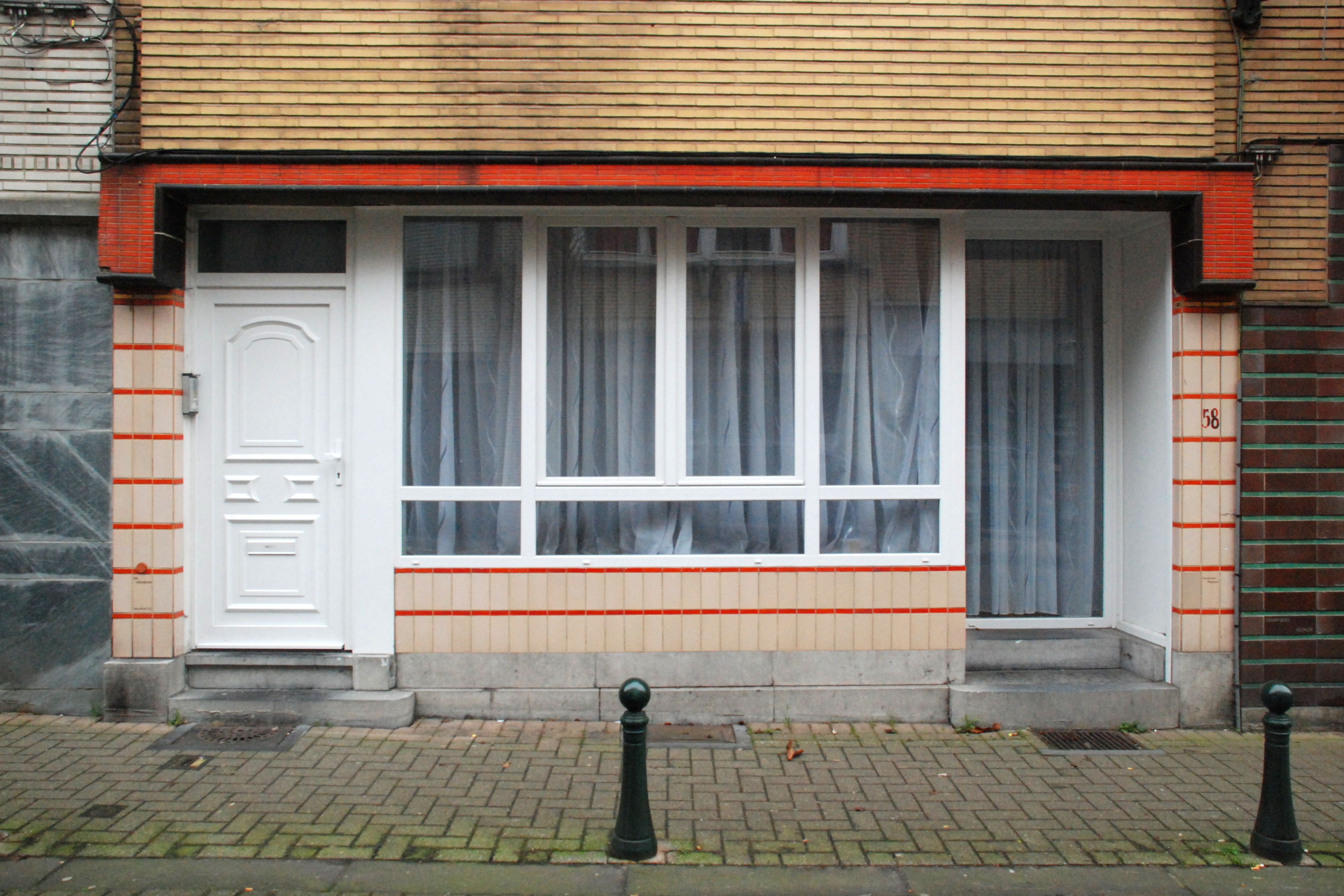
Rez-de-chaussée, rue de l'Église 58.

- - rue de l'Église 60 : rez-de-chaussée revêtu de carreaux de céramique bruns et verts, avec la signature de l'architecte Verheyen et le sigle Helman à droite de la porte ; pilastre de céramique des mêmes tons aux étages.

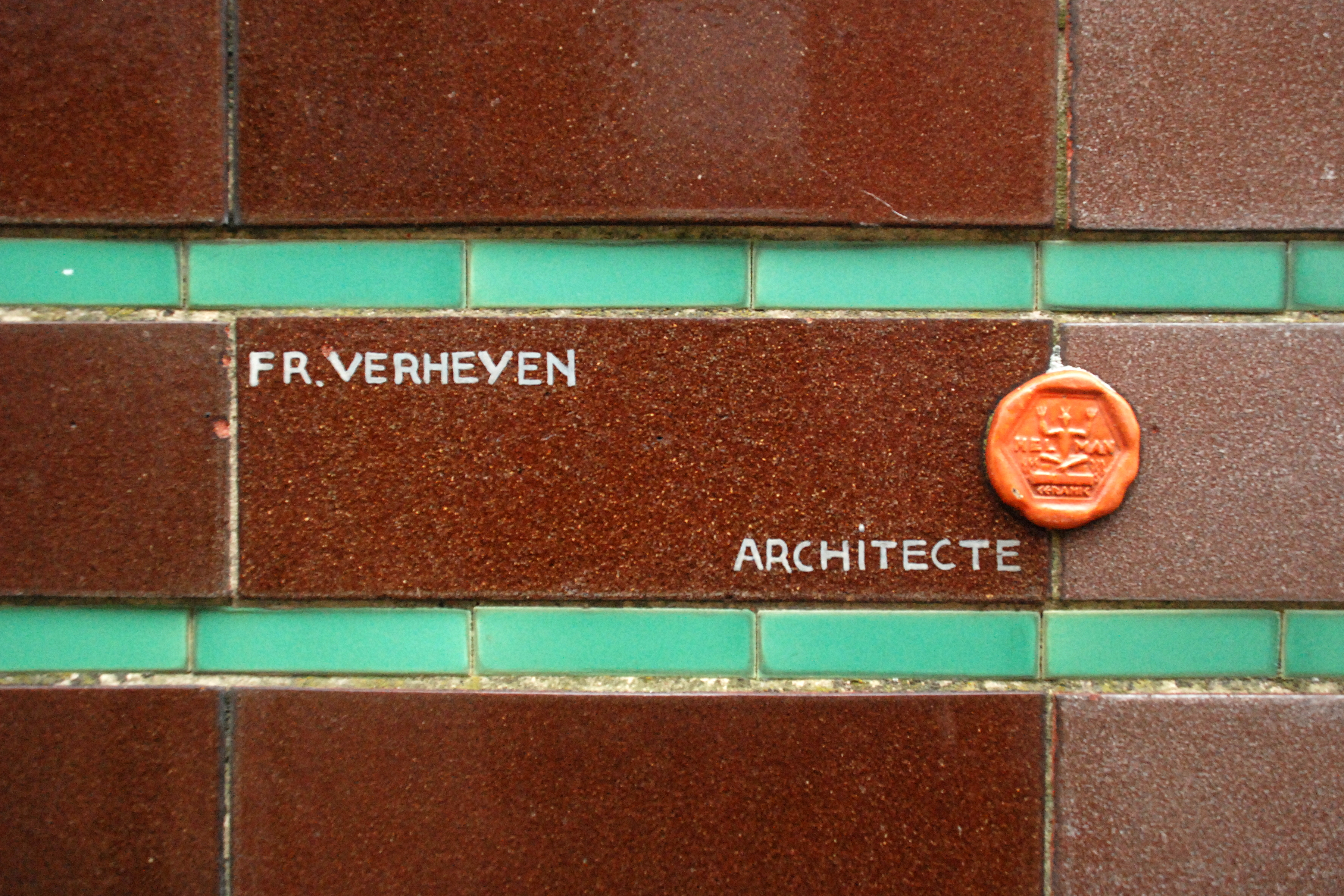
Sceau de la firme Helman, rue de l'Église 60.

- 1951-1958 : chaussée de Gand 1236 à Berchem-Sainte-Agathe

devanture moderniste de l'architecte A. De Graeve parementée de carreaux de céramique noirs
- rue de Grand-Bigard 290 à Berchem-Sainte-Agathe[17]